# Conseil consultatif national
22 avril 1992 - 31 janvier 1994
Assemblée populaire nationale Conseil national de transition
Le Conseil consultatif national (CCN) d'Algérie est le parlement monocaméral transitoire créé par le Haut conseil de sécurité (HCS) le 14 janvier 1992 pour assister le Haut Comité d'État à la suite de l'arrêt du processus électoral de 1991.

## Historique
Après la démission du président Chadli Bendjedid de ses fonctions de président de la République algérienne, le Haut conseil de sécurité créé le Conseil consultatif national. Il est défini comme étant chargé d'assister le Haut Comité d'État dans l'accomplissement de sa mission, contribue, sous l'autorité de ce dernier et à titre consultatif à toute étude, analyse et évaluation sur les questions relevant de sa compétence.
Il est installé le 22 avril suivant par le président du Haut Comité d'État, Mohamed Boudiaf. Redha Malek est élu président du CCN avant d'être appelé à diriger le gouvernement conjointement en août 1993.
Le mandat du Conseil consultatif national prend fin le 31 janvier 1994 en même temps que celui du Haut Comité d'État.
Le Conseil national de transition, installé le 18 mai 1994, prend sa succession.

## Composition
Il est composé de 60 membres désignés par décret présidentiel, de manière à assurer une représentation objective et équilibrée de l'ensemble des forces sociales dans leur diversité et sensibilité,.
- Amrane Ahdjoudj
- El Hadj Moussa Akhamoukh
- Mohamed Ifticene
- Miloud Bediar
- Merzak Bakhtache
- Mohamed Benblidia
- Zouaoui Benhamadi
- Faiza Benhadid Messaoudi
- Abdelbaki Benabdoun
- Mohamed Benmansour
- Mahfoud Benoun
- Abdelhamid Benhadouga
- Ali Benyahia
- Mohamed Bouhadjar
- M'hamed Boukhobza
- Boualem Bourouiba
- Saïd Boulchair
- Mohamed Bouamar
- Abdelhak Boumechra
- Hachemi Bounadjar
- Ali Touati
- Mohamed Toumi
- Mohamed Djemaï
- Hamid Haddadj
- Assia Harbi
- Hocine Hannachi
- Smaïl Youcef Khodja
- Abdelaziz Khelfallah
- Abdelkader Khamri
- Mohamed Saïdi
- Zoheir Sekkal
- Hafid Senhadri
- Djamel Si Mohamed
- Tayeb Chérif
- El Ouardi Chaabani
- Hachemi Troudi
- Mohamed Cherif Abbas
- Mohamed Abbaz
- Djaafar Abbas Turki
- Malika Abdelaziz
- Tahar Allane
- Haboub Ayad Ben Ahmed
- Mahfoud Ghezali
- Aomar Fakhar
- M'Hamed Ferhat
- El Hadi Flici
- Malika Greffou
- Abdelwahab Keramane
- Aïssa Kechida
- M'hamed Kihel
- Mustapha Larfaoui
- Mustapha Lacheraf
- Zineb Laouedj
- Mohamed Malek
- Redha Malek
- Ziane Messaad
- Khalida Messaoudi
- Seghir Mostefaï
- Mohamed Saïd Mazouzi
- Abdeslam Menaa